# Jäkkö (ö, lat 63,53, long 26,99)
Jäkkö är en ö i Finland. Den ligger i sjön Haapajärvi och i kommunen Idensalmi i den ekonomiska regionen  Övre Savolax ekonomiska region  och landskapet Norra Savolax, i den centrala delen av landet, 400 km norr om huvudstaden Helsingfors. Öns area är 0,3 hektar och dess största längd är 100 meter i öst-västlig riktning.